# Remix'5
Albums de Candan Erçetin
Melek Aman Doktor
Remix'5 est un album composé de chansons remixées de l'album Melek de Candan Erçetin, et de la version turque de Vois sur ton chemin, Sevdim Anladım ou Candan est accompagné de la Kuştepe Çocuk Korosu (Chorale d'enfants de Kuştepe).

## Liste des chansons
1. Bu Sabah (servoakustik remix) (Ce matin)- 6:09
2. Şehir (mumbojumbo's hep yalan) (La ville)- 4:56
3. Melek (gizlicervus remix) (L'ange)- 6:44
4. Sonsuz (kaan düzarat remix) (Sans fin) - 4:57
5. Bir Yangının Külünü (n.u.g. remix) - 5:14
6. Gökyüzünde Yalnız Gezen Yıldızlar (mumbojumbo's kozmik makam)(Les étoiles qui se promènent seules dans le ciel) - 5:17
7. Bu Sabah (n.u.g. remix) - 4:27
8. Melek (a.s.e. remix) - 5:09
9. Sonsuz (n.u.g. remix) - 5:45
10. Sevdim Anladım (les choristes filminden) - 4:22